# مقاطعة لويس أند كلارك (مونتانا)
مقاطعة لويس أند كلارك (بالإنجليزية: Lewis and Clark County)‏ هي إحدى مقاطعات ولاية مونتانا في الولايات المتحدة الأمريكية.